# Morten Berre
Morten Gladhaug Berre (* 10. August 1975 in Oslo) ist ein ehemaliger norwegischer Fußballspieler.

## Karriere

### Verein
Berre wurde in seiner Heimat bei Skeid Oslo ausgebildet und 1995 dort zum Profifußballer. Drei Jahre blieb er dem Hauptstadtklub treu, ehe er 1998 für ein Jahr zum FK Haugesund wechselte. Zur Saison 1999 schloss er sich Viking FK an und verbrachte dort die nächsten drei Spielzeiten. 2001 gewann er mit dem Verein aus Stavanger den norwegischen Pokal, bevor er im November ablösefrei zum deutschen Bundesligisten FC St. Pauli wechselte. Berre, der im rechten Mittelfeld eingesetzt wurde, konnte die Erwartungen bei den abstiegsbedrohten Hamburgern allerdings zu keinem Zeitpunkt erfüllen und wurde nach zehn Einsätzen (davon nur einer über 90 Minuten) zurück an Viking verliehen. Dennoch gehörte Berre zu jener Pauli-Elf, die den amtierenden Weltpokalsieger Bayern München am 6. Februar 2002 mit 2:1 bezwang. Nach dem Ablauf des Leihgeschäfts wurde er von Vålerenga IF verpflichtet, mit denen er 2005 den norwegischen Meistertitel sowie drei Jahre später auch den Pokalsieg erringen konnte. Bis zu seinem Wechsel Anfang 2015 absolvierte Berre fast 300 Ligaspiele, ehe er sich wieder seinem Heimatverein, dem Drittligisten Skeid Oslo anschloss. Dort beendete er im Dezember 2019 in dessen Reservemannschaft seine aktive Karriere.

### Nationalmannschaft
Sein Debüt für die norwegische U-21-Auswahl gab er am 7. Juni 1997 im EM-Qualifikationsspiel gegen Ungarn (0:2). Am 28. Februar 2001 absolvierte Berre dann eine Partie für die norwegische A-Nationalmannschaft gegen Nordirland. Beim 4:0-Sieg in Belfast wurde der Mittelfeldspieler in der 78. Minute für Thorstein Helstad eingewechselt.

## Erfolge
- Norwegischer Meister: 2005
- Norwegischer Pokalsieger: 2001, 2008